# Avgusztin Ivanovics Volosin

Volosin bronzszobra Ungváron, az Ung partján

Avgusztin Ivanovics Volosin  (ukránul: Авґустин Іванович Волошин; Kelecsény, 1874. március 17. – Moszkva, 1945. július 19.), csehül Augustin Vološin, magyaros névváltozatban Volosin Ágost ruszin nemzetiségű görögkatolikus pap, politikus. A rövid ideig létezett független Kárpát-Ukrajna miniszterelnöke volt.

## Élete
Budapesten végezte tanulmányait, pedagógiai diplomát szerzett. Később görögkatolikus pap lett, Ungváron plébánosként tevékenykedett. Miután az Osztrák–Magyar Monarchia elvesztette az első világháborút, Volosin Kárpátalja Ukrajnához való csatolását szorgalmazta. A Központi Ruszin Nemzeti Tanács egyik alapítója, majd 1920-ig a kárpátaljai direktórium tagja lett. 1923-ban megalapította a Keresztény Néppártot, amelynek színeiben 1925–1929 között a csehszlovák parlament képviselője volt.
A müncheni egyezmény után megalakult, Andrej Bródy vezette kormánynak a közegészségügyi minisztere lett, majd Bródy lemondása után ő lett a miniszterelnök. 1939. március 14-én kinyilvánította Kárpátalja függetlenségét, azonban másnap a Magyar Honvédség megszállta a teljes területet, így Volosin kénytelen volt elmenekülni. A németek által megszállt Prágában telepedett le, ahol az Ukrán Szabadegyetem pedagógiai tanszékét vezette.
1945 májusában a SZMERS letartóztatta. A moszkvai Butirka börtönbe szállították, ahol ismeretlen körülmények között 1945. július 19-én meghalt. Holtteste jelenleg is ismeretlen helyen nyugszik.

## Emlékezete
A szovjet uralom idején Volosin hazaárulóként volt megbélyegezve. A rendszerváltás után megváltozott ez a kép, jelenleg az ukránok az önálló Ukrajna megteremtésének egyik harcosának tekintik, ugyanakkor a ruszinok viszont az autonóm Ruszinkó létrehozójának is tartják őt. 2003-ban Ungváron, az Ung partján szobrot állítottak Avgusztin Volosinnak. Nevét viseli Ungvár, Lviv, Munkács és Felsőviznice egy-egy utcája.